# FuturICT
Le projet FuturICT est un projet massif de simulation informatique qui tend à modéliser l'évolution possible de la société actuelle. Il fait partie des six projet candidats de l'initiative FET Flagship de la CORDIS. Il vise le développement d'un simulateur sociologique planétaire (Living Earth Simulator en anglais). L'équipe qui développe le simulateur est répartie dans 51 hautes écoles et universités réparties dans 21 pays parmi lesquels la France, la Suisse, la Belgique, la République populaire de Chine, l'Allemagne ou encore le Royaume-Uni. Cette simulation prend en compte les aspects de la vie politique, économique, culturelle, sociale et des phénomènes climatiques à venir. Sur les six projets en lice pour décrocher les fonds européens, c'est le seul traitant des sciences sociales. Un budget d'un milliard d'euros réparti sur 10 ans est à la clé de l'initiative FET Flagship.